# (182397) 2001 QW297
(182397) 2001 QW297, também escrito como (182397) 2001 QW297, é um corpo menor que está localizado no disco disperso, uma região do Sistema Solar. Este objeto está em uma ressonância orbital de 4:9 com o planeta Netuno. O mesmo possui uma magnitude absoluta de 5,9 e tem um diâmetro com cerca de 291 quilômetros. O astrônomo Mike Brown lista este corpo celeste em sua página na internet como um candidato a possível planeta anão.

## Descoberta
(182397) 2001 QW297 foi descoberto no dia 20 de agosto de 2001 pelo astrônomo Marc W. Buie.

## Órbita
A órbita de (182397) 2001 QW297 tem uma excentricidade de 0,235 e possui um semieixo maior de 51,435 UA. O seu periélio leva o mesmo a uma distância de 39,372 UA em relação ao Sol e seu afélio a 63,497 UA.